# Dolichoderus spurius
Dolichoderus spurius é uma espécie de formiga do gênero Dolichoderus.